# Knema tomentella
Knema tomentella är en tvåhjärtbladig växtart som beskrevs av Otto Warburg. Knema tomentella ingår i släktet Knema och familjen Myristicaceae. Inga underarter finns listade i Catalogue of Life.